# نادي خزر لنكران
نادي خزر لنكران لكرة القدم (بالإنجليزية: Khazar Lankaran FK)‏ هو نادي كرة قدم أذربيجاني مقره في لنكران، لعب آخر مرة في دوري أذربيجان الممتاز خلال موسم 2015–16.

## وصلات خارجية
- الموقع الرسمي